# Paweł Janusz Osuch
Paweł Janusz Osuch (ur. 1970 w Kielcach) – polski urzędnik, ekonomista, nauczyciel, filolog angielski, w 2007 prezes ARiMR.

## Życiorys
Jest absolwentem Uniwersytetu Jana Kochanowskiego w Kielcach, Instytutu Filologii Angielskiej Uniwersytetu Marii Skłodowskiej-Curie w Lublinie, Kolegium Zarządzania i Finansów – zarządzanie spółkami kapitałowymi Szkoły Głównej Handlowej w Warszawie, Szkoły Giełdowej w Szkole Głównej Gospodarstwa Wiejskiego oraz Wydziału Inżynierii Produkcji i Energetyki Uniwersytetu Rolniczego im. Hugona Kołłątaja w Krakowie.
Jako jeden z najlepszych, w grupie zdających pierwszy egzamin do PZK, zdał egzamin do Państwowego Zasobu Kadrowego w Krajowej Szkole Administracji Publicznej w Warszawie.
W latach 1992–1993 współpracował z Fundacją Współpracy z Krajami Europy Wschodniej Stitching Eastern Europe Assistance w Amsterdamie. W 1993 i 1997 otrzymał nagrodę Wydawcy Watermark Press, USA za osiągnięcia w języku angielskim skatalogowane w Bibliotece Kongresu Stanów Zjednoczonych, Waszyngton DC. W latach 1995–1998 był nauczycielem języka angielskiego w szkołach średnich i wykładowcą w szkołach wyższych. Był tłumaczem prac naukowych dla PAN, oraz zleceń branży energetycznej. Począwszy od roku 2001 pracował jako pełnomocnik zarządu, konsultant, kierownik projektu (w zakresie transgranicznych zdolności przesyłowych) i doradca zarządów ds. strategii, komunikacji korporacyjnej, współpracy międzynarodowej i dywersyfikacji zagranicznych dostawców w spółkach skarbu państwa branży paliwowej i energetycznej. W 2006 pracował w departamencie Europejskiego Funduszu Społecznego Ministerstwie Gospodarki, Pracy i Polityki Społecznej.
Słuchacz uniwersytecki prof. Zyty Gilowskiej i jej nominat na urząd w ARiMR. 
Jako bezpartyjny, w dniu 14 maja 2007, na wniosek Minister Finansów i Ministra Rolnictwa, został powołany przez premiera Jarosława Kaczyńskiego na stanowisko Prezesa ARiMR. Z funkcji tej odwołano go 26 lipca tego samego roku.